# Lapparvträsket (Lycksele socken, Lappland, 716873-164379)
Lapparvträsket är en sjö i Lycksele kommun i Lappland och ingår i Umeälvens huvudavrinningsområde.